# Diego Martínez (jesuita)
Diego Martínez nacido como Diego Martín Serrano García, el 2 de julio de 1542 en Ribera del Fresno (Badajoz), jesuita, misionero, teólogo, místico y confesor extremeño en el Perú colonial.

## Infancia y juventud
Desde bien pequeño ayudaba a su padre (Juan Serrano) en las labores agrícolas en su pueblo natal. A los 16 años se fue a Salamanca donde estudió Arte, Filosofía y Teología. Para costearse los estudios trabajó de criado de otros estudiantes.
Su única idea era ser admitido en el número de los Jesuitas; lo cual se le concedió el 17 de octubre de 1566. Pocos días después fue enviado a Medina del Campo (Valladolid), donde estaba el noviciado de la provincia de Castilla, teniendo como maestro al P. Baltasar Álvarez (confesor de Santa Teresa de Jesús). Un año después volvió a Salamanca; posteriormente, Burgos, Vizcaya y Navarra. Allí ofició de coadjutor temporal, portero, despensero y sacristán en varios colegios. En estos quehaceres permaneció hasta el año 1571, en el que fue enviado a Perú (el 8 de junio zarpó de Sanlúcar de Barrameda) junto a los Padres José Acosta y Andrés López, llegando a Lima el 27 de abril de 1572. Durante su permanencia en Sanlúcar, hasta cuatro veces fueron embarcados y desembarcados para viajar. Estuvieron a punto de naufragar cuando se embarcaron el 15 de mayo y la nave tuvo que permanecer para su reparación. Aunque el capitán le ofreció al P. Acosta llevarlo en otra nave, prefirió permanecer con el hermano Martínez que estaba enfermo y, de esta manera, ofrecía ayuda y consuelo al resto de la tripulación. Durante esta estancia, en la que algunos enfermaron, la condesa de Nieva se hizo cargo de sus necesidades.

## Llegada a Perú
Dada la fama de acertado teólogo que cosechó en Salamanca y por su actitud virtuosa que demostró a su llegada a Perú, fue ordenado de menores en 20 de septiembre de 1572, Posteriormente, en el 73, se le envió al Colegio de Cuzco, donde recibió las últimas órdenes el 12 de marzo.
Permaneció en este Colegio hasta 1577, en el que fue elegido Superior de la Doctrina de Juli, hasta que en el año 1582 fue destinado al Colegio de La Paz, en donde residió hasta el año 1584 que volvió a Cuzco.
Entre los años 1581-82 estuvo predicando a los indios comarcanos en misiones volantes. Su experiencia fue determinante para consolidar su posición en Lima y extender las actividades misioneras hacia la zona de los Andes Orientales (Huanaco, Chachapoyas) y a áreas fronteriza aisladas (como Paraguay).
El Provincial Jesuita P. Atienza estableció la misión de Santa Cruz de la Sierra, y para dirigirla envió al P. Martínez. Allí aprendió diversas lenguas autóctonas (gorgotegui, chiriguana, chané, capaccoro, payono,…) con la intención de tener mejor comunicación con los indios de los alrededores. Para ello incluso escribió, con la ayuda de los también jesuitas Samaniego y Sánchez, catecismos en esos idiomas.
Durante los siguientes años ejerció de Rector en varios Colegios (el Cercado, la Plata, Cuzco). En Cuzco se ocupó mayormente de visitar hospitales y atender y confesar a los indios locales de las Parroquias, en los arrabales de la ciudad. Hasta que en el año 1611 se le envió a Lima “sin tener otras ocupaciones, mientras viviese, que aquellas que voluntariamente quisiera”. Allí fue confesor de Santa Rosa de Lima y de Luisa de Melgarejo de Soto (dama importante en la ciudad). Pero él sólo quería ejercer de misionero, por lo que se trasladó al Colegio de San Pablo hasta febrero de 1626, que volvió al Cercado.

## Fallecimiento
Pocos días después se le trasladó, gravemente enfermo ya, a San Pablo donde fallecería el 12 de abril a la edad de 84 años:
“Mañana a 2 de abril de 1621 en la Provinçia del Perú, en el Colegio de San Pablo de Lima, murió sanctamente el Padre Diego Martínez, natural de la villa de Ribera en Estremadura a los 84 años de su edad y 61 de Compañía. Estando en oración delante de un Cristo, le habló y encomendó el Ministerio de los indios; fue el primero que de la Compañía pasó a Sancta Cruz de la Sierra, donde con espíritu apostólico, fervientes oraciones, con suma humildad, caridad y todas las demás virtudes ejerció el oficio de apóstol, discurriendo por tierras remotas y gente inculta. Hizo increíble fruto así en fieles como en infieles. Dio milagrosamente salud a muchos enfermos.
A muchos libró del poder del demonio de quien perseguido y maltratado visiblemente muchas veces levantando en el aire, cercado de luces y resplandores, engenando de los sentidos. Hombre de altísima oración: regalado de Dios y de la Virgen hacía cada día unas veces cinco otras siete mil actos de amor y gracias a Dios, se veía siempre cercado de una resplandeciente luz de la Santísima Trinidad. Hablaba con Dios, con la Virgen, con Ángeles y Sanctos con la familiaridad que con su padre espiritual. Hállose en varias veces presente en espíritu a las fiestas del cielo, tuvo el de profecía, conoció los pensamientos, supo el día y la hora de su muerte. Sintiose después de la en su celda olor celestial que exhalaba su venerable cuerpo.
Finalmente con varias gracias y milagros antes y después de su muerte ha mostrado el Señor el grado de inefable gloria que goza su bendita Alma en el Cielo”. (“Historia del Reino y Provincias del Perú y vida de los varones insignes de la Compañía de Jesús”, P. Giovanni Anello Oliva, S.J.)
El Provincial del Perú, P. Gonzalo de Liria, certificaba la muerte de un “religioso verdaderamente perfecto, obrero insigne e incansable de españoles de indios e infieles dignamente merecedor de venerable título de varón apostólico cuya santa visa se queda escribiendo el padre Freylín por extenso para consuelo de toda esta Provincia, honra y edificación de la Compañía”.

## Proceso de beatificación (inconcluso)
Al fallecer el P. Martínez, la alta jerarquía eclesiástica de la Compañía de Jesús inició los trámites oportunos para su beatificación. Los 70 testigos del proceso coincidieron en señalarlo como un ejemplo de una vida de renuncia continua y una respuesta plena a la llamada de Dios.
El padre Freylín se encargó de recoger todos los libros de meditación, manuales de predicadores, sermonarios y breviarios “escritos de puño y letra por el padre Martínez”, para corroborar que no había nada contra la fe o las buenas costumbres. Es de sobra conocido que fue uno de los primeros y más importantes místicos que tuvo la Compañía de Jesús en el siglo XVII peruano.
La prefectura jesuítica del Perú quería que la figura del P. Martínez fuera modelo para futuros sacerdotes. La presencia de un hombre de su prestigio y buen temple en La Plata y el Cuzco sirvió para proyectar una imagen de dedicación y compromiso entre sus cofrades. Pero también para enseñar a los futuros misioneros destinados en las regiones fronterizas del Alto Perú (Santa Cruz de la Sierra, Tucumán), Paraguay y el extremos sur de Chile (las misiones de Arauci, Chiloé y Nahuehuapi) los elementos básicos de la acción misional.
Aseguraban haber visto al padre Martínez suspendido en el aire mientras rezaba en la intimidad de su celda “de manera que al principio no reparando en el dicho padre y entendiendo que no había nadie en la celda pasó por debajo de él hasta que cerrando la celda le vio en alto levantado y admirado de lo que había visto se estuvo en un gran rato mirándole”. Muchos otros juraron haberlo visto elevado un palmo del suelo mientras oficiaba misa. Algunos decían que del interior de su alma brotaba un fuego divino que le hacía predicar encendido de luces y resplandores en mitad de la noche.
En las misiones de Santa Cruz de la Sierra, Chuquiabo y el Cuzco, muchos fueron los que aseguraban haberlo visto abandonar su lecho en mitad de la noche y caminar dos o tres leguas a pie al lugar donde había indios enfermos para cuidarlos y confesarlos.
“Sabiéndose en la ciudad de su muerte acudió tan gran concurso de gente a su entierro que apenas se podía entrar en la capilla mayor donde estaba el santo lecho, todos deseosos de traer alguna reliquia de los vestidos interiores del santo, y así todos uno tijeras, y otros con cuchillos le iban cortándole la sotana y de la camisa, pero era tan grande el tropel de gente que llenos de devoción acudían que su paternidad el padre Pedro de Oñate fuese por su mano cortando pedazos de su vestido y camisa, pero era tanta la prisa de todos que por dos veces desnudaron al santo dejándolo con la casulla y vino quien le cortó dos dedos de los pies” (Melchor de Hamusco, médico del Santo Oficio).
En su declaración del 5 de febrero de 1631, el napolitano Giovanni Annelo Oliva refiere dos hechos extraordinarios que superaban las leyes de la naturaleza. Uno, el del caballero Don Félix Luis de Cabrera, de la ciudad de La Plata, quien sanó milagrosamente de una herida que tenía en la cabeza al aplicarse una carta original del padre Martínez que le hizo llegar su mujer, Doña Elvira Manrique. Dos, el del estudiante Diego de Padilla, quien se aplicó sobre una pierna dolorida una carta que el dicho padre había escrito desde la residencia de Juli al prefecto del Colegio, el padre Hernando Reyman.
Las razones por las cuales este proceso de beatificación se paralizó vienen perfectamente explicadas en el ensayo “La beatificación inconclusa del Padre Diego Martínez S.J. (1627-1634)”, de Alexandre Coello de la Rosa.